# Turisme i Skotland
Turisme i Skotland kommer i meget stor grad fra resten af Storbritannien, men kommer derudover fra fra USA og Europa. Det er en veludviklet turistdestination, og turisme genererer omkring 200.000 jobs i servicesektoren, og turistner bruger omkring £4 mia. om året. I 2013 var der omkring 18,5 mio. besøg fra indbyggere i Storbritannien og har tilbragt sammenlagt 64,5 mio. nætter og brugt omkring £3,7 mia. Til forskel foretog udenlandske besøgende omkring 1,58 mio. besøg til Skotland og overnattede 15 mio. nætter og brugt £806 mio. Amerikanske turister udgjorde 24% af de udenlandske besøgende,, Tyskland (9%), Frankrig (8%), Canada (7%) og Australien (6%).
Skotland bliver generelt set som en destination med flot landskab kombineret med tusindevis af historiske steder og attraktioner. Disse inkluderer forhistoriske stencirkler, bautasten og stenkamre og forskellige levn fra stenalderen, bronzealderen og jernalderen. Der findes mange historiske borge og slotte, herregårde, huse, slagmarker, ruiner og museer. Mange mennesker bliver også tiltrukket den skotske kultur.
Den primære turistsæson går fra april til oktober. Derudover er har det nationale turistorganisation, VisitScotland, udviklet en strategi for nichemarkeder, der er målrettet mod at udnytte Skotlands styrker som golf, fiskeri og det skotske køkken.

## Statistik
De fleste turister i Skotland kom i 2018 fra følgende lande:
| Rang | Land                       | Antal     |
| ---- | -------------------------- | --------- |
| 1    | USA                        | 492.000   |
| 2    | Tyskland                   | 451.000   |
| 3    | Frankrig                   | 318.000   |
| 4    | Italien                    | 268.000   |
| 5    | Spanien                    | 205.000   |
| 6    | Australien                 | 172.000   |
| 7    | Holland                    | 172.000   |
| 8    | Canada                     | 131.000   |
| 9    | Sverige                    | 121.000   |
| 10   | Norge                      | 106.000   |
|      | Resten af verden           | 1.102.000 |
|      | Total udenlandske turister | 3.538.000 |